# Sériole couronnée
Seriola dumerili
Espèce
Statut de conservation UICN

 LC  : Préoccupation mineure
La sériole, sériole couronnée ou plus communément limon (Seriola dumerili) est une espèce de poissons pélagiques de la famille des Carangidae. C'est une des plus grandes espèces de cette famille présente dans de nombreuses mers du globe et notamment en Méditerranée et en Atlantique Nord.

## Description
La sériole couronnée peut mesurer jusqu'à 188 cm de long et son poids peut dépasser les 80 kg.

## Écologie et comportement
La sériole vit souvent en bancs pouvant compter jusqu'à 120 individus ; elle peut parfois rester seule.

## Habitat et répartition
On la rencontre autour des hauts-fonds ou près des caps rocheux où elle chasse ses proies (mulets, orphies, divers petits poissons) essentiellement entre juin et octobre. Elle est présente principalement entre 20 et 70 m de profondeur mais peut descendre jusqu'à 360 m.

## Alimentation
C'est un poisson carnivore qui se nourrit de poissons (mulets, orphies, etc.), d'invertébrés, de crustacés et de seiches.

## Reproduction
La sériole couronnée a une reproduction ovipare. Elle est mature vers 4-5 ans lorsqu'elle atteint une taille d'environ 60 cm. Elle pond de 15 à 50 millions d’œufs par an. Elle peut vivre jusqu'à 17 ans.

## Emploi culinaire
La sériole s'accommode en sushi ou sashimi, carpaccio, tartare,...

## Taxinomie
Cette espèce est décrite par Antoine Risso en 1810 dans son Ichtyologie de Nice sous le nom de Caranx dumerili. Risso dédie le nom de cette espèce à André Marie Constant Duméril pour l'aide qu'il lui a apportée lors de la rédaction de son ouvrage. L'espèce est ensuite déplacée par Georges Cuvier en 1816 dans le genre Seriola. Il explique dans son Histoire naturelle des poissons qu'il a utilisé le nom vernaculaire dans la région de Nice de ce poisson pour nommer ce nouveau genre.

## L'espèce et l'homme

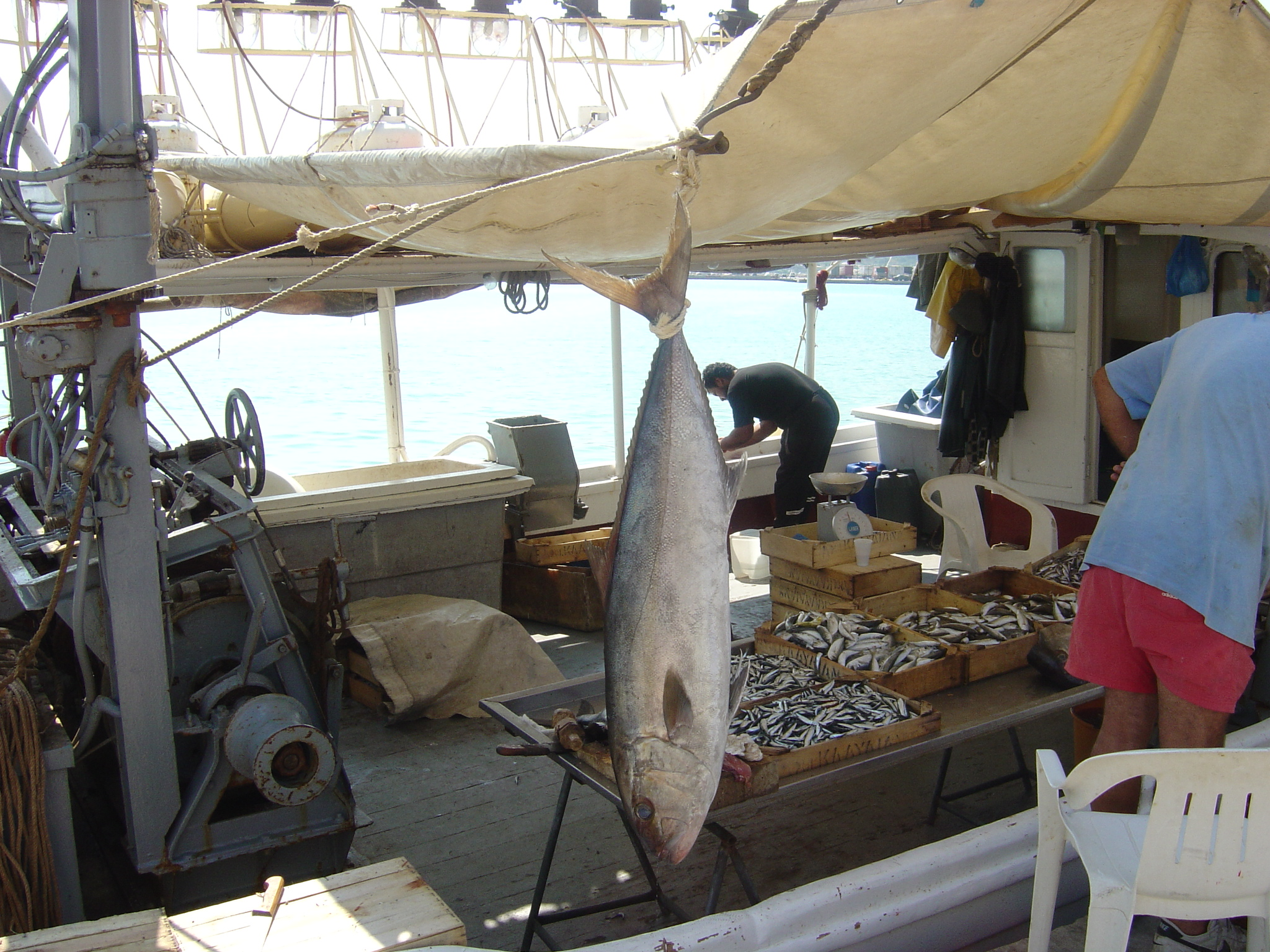
Une sériole couronnée exposée en trophée sur un bateau de pêche

Les sérioles constituent des prises recherchées par les pêcheurs sportifs et les chasseurs sous-marins en raison de leur combativité.

#### Publication originale
- Antoine Risso, Ichtyologie de Nice, F. Schoell, 1810, XXXVI-388 p. (OCLC 457976780, BNF 31220704, lire en ligne)
- Georges Cuvier, Le règne animal distribué d'après son organisation, t. II : Les reptiles, les poissons, les mollusques et les annèlides, Deterville, 1817 (lire en ligne)

#### Ouvrages généralistes
- Jean-Claude Quéro, Pierre Porché (Photographies) et Jean-Jacques Vayne (Illustrations), Guide des poissons de l'Atlantique européen, Delachaux et Niestlé, coll. « Les guides du naturaliste », 2003 (ISBN 978-2-603-01271-0)
- (en) Ken Schultz, Ken Schultz's Field Guide to Saltwater Fish, Wiley, 2004, 272 p. (ISBN 978-0-471-62866-8, OCLC 54751068)